# Inés Lucía Castillo
Inés Lucía Castillo Salazar (7 de diciembre de 1999) es una deportista peruana nacida en Boynton Beach que compite en bádminton, deporte que empezó a practicar a los 10 años impulsada por su padre que también lo jugaba.
Ingresó a la selección nacional peruana en 2012 y ganó una medalla de bronce en los Juegos Panamericanos de 2023, en la prueba de dobles mixto.
Clasificó a los Juegos Olímpicos de París 2024 en la modalidad de singles gracias a su ubicación en el ranking mundial.

## Palmarés internacional
| Juegos Panamericanos | Juegos Panamericanos | Juegos Panamericanos | Juegos Panamericanos |
| Año                  | Lugar                | Medalla              | Prueba               |
| -------------------- | -------------------- | -------------------- | -------------------- |
| 2023                 | Santiago (Chile)     | Medalla de bronce    | Dobles mixto         |